# American Defense Service Medal

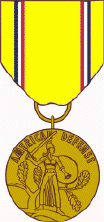
American Defense Service Medal.

L’American Defense Service Medal est une récompense militaire des forces armées des États-Unis afin de récompenser les soldats s'étant illustré en service avant l'entrée en guerre des États-Unis de 1939 à 1941, durant les premières années de la Seconde Guerre mondiale sur le théâtre européen.
Il s'agit d'une médaille rétroactive qui fut établie lors de l'ordre exécutif 8808 de Franklin Delano Roosevelt le 28 juin 1941.